# Shakira
Shakira Isabel Mebarak Ripoll (Barranquilla, 2 de febrero de 1977), conocida simplemente como Shakira, es una cantante, compositora, productora, bailarina, multinstrumentista, empresaria y actriz colombiana.
Apodada como la «Reina del pop latino», es considerada un icono de la música latina por su alto nivel de ventas, versatilidad vocal, éxito e influencia global.Desde su debut en los años 90 hasta la actualidad ha tenido una gran repercusión en la escena musical, siendo citada en numerosas ocasiones por inspirar e influir a toda una generación de cantantes. Con una carrera artística de más de treinta años,es ampliamente reconocida como la «artista latina más exitosa e influyente de todos los tiempos».Del mismo modo, es la artista latina con mayores ventas discográficas en la historia, con más de 125 millones de álbumes y sencillos vendidos.
Inició su carrera musical en 1991, tras firmar un contrato con Sony Music Colombia por tres álbumes. Luego de dos intentos fallidos en 1991 y 1993, Shakira debutó en colaboración con Luis Fernando Ochoa en el mercado discográfico hispanoamericano en 1995 con el álbum Pies descalzos, vendiendo más de 4 millones de copias. Años después, en 1998, continuó trabajando con Ochoa en su álbum ¿Dónde están los ladrones?, que la convirtió en la artista más popular de Latinoamérica, vendiendo más de 6 millones de copias. En 1999, la transmisión de su primer álbum en vivo MTV Unplugged se convirtió en la primera presentación acústica internacional transmitida en español por MTV en Estados Unidos. El éxito global llegó en 2001 con su álbum Laundry Service, el cual vendió más de 13 millones de copias.Este álbum popularizó la fusión y mezcla de sonidos árabes y latinos y la situó en la cima del mercado anglosajón como la artista crossover líder.Figura en el número 172 del Definitive 200 del Salón de la Fama del Rock and Roll.
En 2002 Shakira se embarcó en su primera gran gira internacional, el Tour de la Mangosta, que recaudó alrededor de 72 millones de dólares.En 2006-7, emprendió su gira Fijación Oral Tour, la cual recaudó 156 millones de dólares y se convirtió en la primera gira de una artista femenina latina en recaudar más de 100 millones de dólares.En 2010-2011, concretó su gira Sale el Sol World Tour, que recaudó 98 millones de dólares. En 2018, realizó su última gira hasta el momento, El Dorado World tour, que recaudó 96 millones de dólares.
La revista Billboard describió su carrera como una de las más consolidadas en el panorama musical americano, seleccionándola como la mejor artista latina femenina de la década en dos ocasiones (2000-2010) y posicionando tres de sus sencillos entre las veinte canciones latinas más importantes en la historia de Billboard, «Chantaje» «La tortura» y «Suerte» situándolos en las posiciones n.º 6, n.º 7 y n.º 16. De igual forma, fue la única artista femenina en el top 50 de Billboard de las canciones latinas más exitosas de la década de los 2010, ubicando a «Chantaje» en la posición n.º 18. En 2020, la revista Rolling Stone ubicó su álbum ¿Dónde están los ladrones? entre los 500 mejores de todos los tiempos, en la 496.ª posición, siendo el único álbum de rock en español en la lista, asimismo ubicó a «Hips Don't Lie» en el puesto n.º 41 de las 50 canciones latinas más exitosas de todos los tiempos. La cantante también se convirtió en la primera artista sudamericana en posicionar una canción número uno en la lista Billboard Hot 100. En 2005, Shakira estableció el récord de un álbum en español más vendido en una semana en Estados Unidos, con Fijación oral vol. 1. A fines de 2017, Shakira se convirtió en la primera artista en ingresar cuatro canciones en español de un solo álbum a Billboard Hot 100, la principal lista musical de Estados Unidos. De la misma manera, es la única artista que ha cantado de forma consecutiva en tres mundiales de fútbol. En 2017, publicó su álbum El Dorado, que se convirtió en uno de los álbumes latinos con más reproducciones de todos los tiempos.
En 2020, encabezó junto a Jennifer López el espectáculo de medio tiempo del Super Bowl LIV, en Miami Gardens, Florida, el cual se convirtió en uno de los shows de medio tiempo más vistos de todos los tiempos.En 2023, se convirtió en la primera artista femenina en la historia en alcanzar el top 10 de la lista Billboard Hot 100 con un tema completamente en español, «Shakira: BZRP Music Sessions, Vol. 53». De igual manera, fue la primera artista en ser homenajeada como «Mujer latina del año» por la revista Billboard, en reconocimiento a su impacto y contribución a la música latina en el panorama internacional. Además, se convirtió en la primera artista nacida en Latinoamérica en ganar el premio Michael Jackson Video Vanguard Award en los MTV Video Music Awards 2023, por su profunda contribución e impacto en la escena musical y en la cultura popular. Su legado también fue celebrado por los Grammy, quienes le dedicaron una exposición en honor a sus 30 años de trayectoria: Shakira: The Grammy Museum Experience.En la premiación de los Latin Grammy 2023, Shakira se convirtió en la primera artista en la historia en ganar en la categoría "canción del año" en tres décadas diferentes.
Es una de las artistas más galardonadas de todos los tiempos y la artista latina más premiada en la historia; posee numerosos premios, entre ellos están 37 Latin Billboard Music Awards, 7 Billboard Music Awards, 4 Grammy Awards, una nominación al globo de oro, 15 Latin Grammy y un Grammy latino a persona del año, siendo la artista más joven en ganarlo y la única sudamericana en poseer uno, también posee una estrella en el paseo de la fama de Hollywood y es una de las pocas artistas latinas que posee 2 Ivor Novello. Es la artista latina con más Guinness World Records en la historia y la tercera en general, ostentando 21, y es la única cantante latina en ostentar el galardón "Artista del año" por la fundación de la universidad Harvard.También fue condecorada con la insignia Caballero de las Artes y Letras de Francia.
El tabloide británico The Sun ubicó a Shakira en la posición n.º 8 entre las «50 cantantes que nunca serán olvidadas» en la historia musical, siendo la artista latina mejor posicionada en la lista, mientras que el canal estadounidense VH1 la ubicó en la posición n.º 36 de las «100 mujeres más grandes en la música», siendo la única artista latina en la lista.La revista estadounidense Billboard posicionó a Shakira como la n.º 17 mejor estrella pop del siglo XXI, destacando su papel en la internacionalización de la música latina, siendo la artista latina mejor posicionada.

## Biografía
Nació el 2 de febrero de 1977 en Barranquilla, Colombia. Es hija de Nidia Ripoll y William Mebarak Chadid. Tiene nueve medios hermanos mayores, todos del matrimonio anterior de su padre. Por el lado paterno, Shakira tiene ascendencia libanesa. Su bisabuela paterna emigró del Líbano a Sincelejo, Colombia, donde se estableció y dio a luz a la abuela paterna de Shakira, quien, después de años de vivir en Colombia, migró a la ciudad de Nueva York con intenciones de establecerse en el país anglosajón, donde nació William, el padre de la cantautora; sin embargo, cuando el señor Mebarak tenía alrededor de cinco años, su familia se mudó de regreso a Colombia para él asentarse finalmente en Barranquilla. Por el lado materno de Shakira, su abuelo, Tomás Eduardo Ripoll, nació en Barranquilla, mientras que su abuela, Josefina Torrado Núñez, nació en Ábrego, un pequeño municipio en Colombia.
Shakira (شاكرة šākira) significa «agradecida» en árabe. Es la versión femenina del nombre masculino Shakir (شاكر šākir). Su segundo nombre, el español Isabel, le fue designado por parte de su familia materna. Su primer apellido, Mebarak (مبارك məbārak), es de origen árabe, y su segundo apellido, Ripoll, es de origen catalán.
Shakira escribió su primer poema, titulado «La rosa de cristal», cuando solo tenía cuatro años. En su infancia quedó fascinada al ver a su padre escribir historias en una máquina de escribir, y pidió una como regalo de Navidad. A los siete años se cumplió su deseo y siguió escribiendo poesía, poemas que finalmente terminaron en canciones.
A los ocho años escribió su primera canción, titulada «Tus gafas oscuras» inspirándose en su padre, que durante años llevó gafas oscuras para ocultar el dolor de la muerte de uno de sus hijos, cuando Shakira tenía dos años.
Cuando tenía cuatro años, su padre la llevó a un restaurante local de Oriente Medio, donde por primera vez escuchó el derbake, un tambor tradicional usado en la música árabe, acompañamiento típico de la danza del vientre. Antes de darse cuenta, ya estaba bailando sobre una mesa, y los clientes del restaurante aplaudieron con entusiasmo. Fue entonces cuando supo que quería ser artista.
Le gustaba cantar para sus compañeros y profesores en su escuela católica, pero en segundo grado no fue aceptada en el coro de la escuela porque su vibrato era demasiado fuerte. El profesor de música le dijo que sonaba «como una cabra». En la escuela, era conocida como «la chica del baile del vientre», y todos los viernes mostraba un nuevo número que había aprendido.
A la edad de ocho años, su padre se declaró en bancarrota, y mientras se ultimaban los detalles del proceso, fue a vivir con unos familiares a Los Ángeles. Al regresar a Barranquilla, se sorprendió al descubrir que gran parte de las posesiones de sus padres habían sido vendidas; más tarde, dijo: «En mi cabeza infantil, ése fue el fin del mundo». Para mostrarle que las cosas podían ser peores, su padre la llevó a un parque cercano para que viera los huérfanos que vivían allí. La imagen la impresionó y se dijo «un día voy a ayudar a estos niños, cuando me convierta en una artista famosa».
Participó por primera vez en el concurso televisivo "Buscando artista infantil" en el año 1988 (de la cadena regional de la costa colombiana Telecaribe), concurso que ganó durante tres años seguidos.
La artista asistió a la prestigiosa Universidad de California de Los Ángeles (UCLA). En la mencionada casa de estudios llevó la carrera de Historia de la Civilización Occidental. Además de su música, Shakira ha demostrado ser una políglota, durante su tiempo en Los Ángeles, estudió y se dedicó con empeño a aprender varios idiomas, lo que la ha llevado a dominar el español, el inglés, portugués, francés, italiano, catalán y el árabe.

## Carrera musical

### 1990-1994: primeros álbumes
Entre los diez y trece años de edad Shakira fue invitada a varios eventos en Barranquilla y obtuvo cierto reconocimiento en la zona. Como consecuencia de ello, conoció a una productora de teatro, quien la ayudó a darse a conocer fuera de Barranquilla. Conoció también a un ejecutivo de Sony Colombia, quien tras una prueba decidió promover a la cantante en su productora. La audición de unas cintas no convenció en principio a los dirigentes, pero tras escucharla en directo, Shakira fue contratada para grabar tres álbumes.
Shakira se trasladó a Bogotá y con catorce años de edad lanzó su primer álbum en 1991, titulado Magia, el cual incluye canciones escritas por ella misma, entre las que se destacan «Magia», «Esta noche voy contigo» y «Tus gafas oscuras». Sin embargo, el álbum resultó ser un fracaso comercial, vendiendo solamente mil unidades.
En 1993, a días de haber cumplido los dieciséis años, participó en el XXXIV Festival Internacional de la Canción de Viña del Mar, donde obtuvo el tercer lugar de la competencia con la canción «Eres». Su segundo álbum, titulado Peligro, fue lanzado ese mismo año y editado por la intérprete. Este álbum, a pesar de que fue mejor recibido que el anterior, también resultó ser otro fracaso para Shakira en cuanto a ventas y por ello decidió tomar un receso musical para terminar sus estudios. Actualmente, los álbumes «Magia» y «Peligro» se encuentran descatalogados y no forman parte de su discografía oficial, considerándose prácticamente una reliquia de la música latina. En 1994, protagonizó la miniserie El Oasis, realizada por Cenpro TV, junto al actor Pedro Rendón en la cual se representaba un romance entre las familias sobrevivientes a la tragedia de Armero.

### 1995-1997:Pies descalzos
En 1995, el sello discográfico decide lanzar al mercado un disco de éxitos de artistas colombianos. Es así como piensan en Shakira y le comentan que incluirán una canción de alguno de sus trabajos discográficos anteriores, Magia y Peligro, a lo que Shakira se niega y ofrece componer una canción especialmente para dicho disco recopilatorio. Es así como nace «¿Dónde estás corazón?», convirtiéndose en un éxito solicitado en las radios. La canción también comenzó a escucharse fuera de su Colombia natal.
En 1995, Shakira publicó su primer álbum de estudio oficial, titulado Pies descalzos (grabado el año anterior), que gracias a la colaboración de Luis Fernando Ochoa en el trabajo de producción, la convertiría en una figura del ámbito musical hispanoamericano. Dándose a conocer con el sencillo « ¿Dónde estás corazón? », canción que apareció en el recopilatorio "Nuestro rock" y que llevó a encontrar a los oyentes el sencillo «Estoy aquí». Las canciones «Un poco de amor», «Pies descalzos, sueños blancos», «Antología», y «Se quiere, se mata» fueron también éxitos populares. El álbum alcanzó ventas superiores a los 4 millones de ejemplares que aumentaron todavía más con las remezclas de su álbum Pies descalzos. Su primer álbum de remezclas, titulado The Remixes, fue lanzado en 1997 y también incluyó algunas versiones en portugués de sus canciones más conocidas, y vendió alrededor de 500 000 unidades a nivel mundial.

### 1998-2000:¿Dónde están los ladrones?
En septiembre de 1998, Shakira publicó su segundo álbum de estudio, titulado ¿Dónde están los ladrones?, con un coste de producción cercano a los tres millones de dólares estadounidenses, y se estima que ha vendido más de 7 millones de copias extendiendo su fama a otros mercados y países como Francia, Suiza y, especialmente, a los Estados Unidos, ya que solo en ese país vendió más de 1 millón de ejemplares. Fueron especialmente exitosos los sencillos «Ciega, sordomuda», «Tú», «Inevitable» y «Ojos así».
Debido al éxito del álbum, Shakira fue invitada por MTV en 1999 para producir su primer álbum en vivo, titulado MTV Unplugged, el cual incluye todas las canciones de ¿Dónde están los ladrones? (Excepto la canción «Que vuelvas»). Su desenchufado o unplugged fue el primero en transmitirse en los Estados Unidos siendo interpretado por una artista latina y en castellano. El álbum vendió más de 5 millones de unidades a nivel mundial. Fue lanzado al mercado en febrero de 2000.
En marzo de 2000, inició una gira de tres meses denominada Tour Anfibio, que incluyó conciertos en América Latina y los Estados Unidos. La gira comenzó en Perú y concluyó en Argentina. En agosto de 2000, ganó un MTV Video Music Award en la extinta categoría de «Premio Internacional del Público» con la canción «Ojos así». En 2020, la revista The Rolling Stone ubicó su álbum ¿Dónde están los ladrones? entre los «500 mejores de todos los tiempos, respectivamente en la posición 496, siendo el único álbum de rock en español en la lista».

### 2001-2004:Servicio de lavanderíay éxito internacional

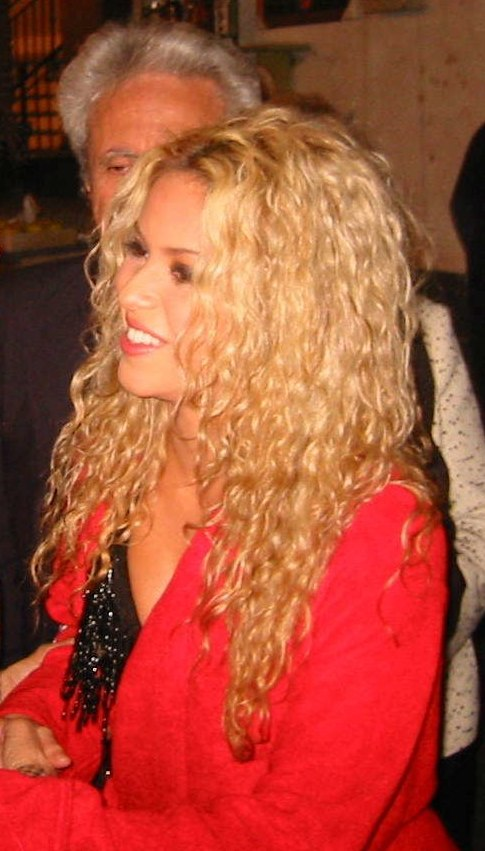
Shakira antes de subir al escenario de su Tour de la Mangosta, en 2003

En noviembre de 2001, la cantante publicó su tercer álbum de estudio y el primero «bilingüe», titulado Laundry Service (conocido como Servicio de lavandería en Hispanoamérica y en España), el cual fusionó pop y rock con elementos de la música latina (por ejemplo, tango y música andina) o elementos árabes. El álbum también incluyó cuatro canciones en español, entre ellas «Que me quedes tú» y «Te dejo Madrid», las únicas que no fueron traducidas del español al inglés. Aún con críticas con respecto a su adecuación a la lengua inglesa, Laundry Service fue un éxito comercial, con ventas que, paulatinamente, superarían las 13 millones de unidades en todo el mundo, como se dice en la página oficial de Shakira. Fue especialmente exitoso su primer sencillo, «Whenever, Wherever» (su versión en español se tituló "Suerte") que ocupó el número uno en las listas de éxitos de varios países, y alcanzó el número seis en el Billboard Hot 100, igualmente el sencillo tuvo éxito en Europa, en países como Francia o en Suiza, donde la canción se mantuvo en el primer lugar durante 17 semanas seguidas. El segundo sencillo, «Underneath Your Clothes», fue también exitoso en varios países de Europa, América y Asia, en Estados Unidos el sencillo ocupó el puesto número 9 en el Billboard Hot 100. Para los países de habla hispana, se lanzó «Te dejo Madrid» como segundo sencillo.
Meses después, «Objection (Tango)» (cuya versión en español es «Te aviso, te anuncio (tango)») se convirtió en el tercer sencillo del álbum con éxito moderado. Finalmente, para Europa y Australia se lanzó como sencillo la canción «The One», que no tuvo demasiada repercusión. Mientras tanto, para los países de habla hispana se lanzó «Que me quedes tú».
En 2002, Shakira publicó un disco compacto con sus mayores éxitos en español hasta ese momento, que contenía canciones de sus álbumes Pies descalzos, ¿Dónde están los ladrones?, MTV Unplugged y Servicio de lavandería y cuyo título fue simplemente Grandes éxitos. Logró ventas de más de 3,5 millones de ejemplares.
Debido al éxito de Servicio de lavandería, entre 2002 y 2003 se realizó la gira Tour de la Mangosta con la cual Shakira realizó 61 conciertos internacionales. El nombre de la gira proviene según la propia Shakira de que "La mangosta es el único animal que es inmune al veneno de la cobra. Para mí, la cobra simboliza todo el odio, enfermedad y negatividad en el mundo. Deberíamos ser más como la mangosta y atacar la cabeza de la cobra". En los conciertos, haciendo referencia a esto, aparecía una proyección donde se mostraba cómo la mangosta derrotaba a la cobra. El video estaba dividido en dos secciones y terminaba al final del concierto con la leyenda "Muerdan el pescuezo del odio. Maten a la muerte".
Shakira publicó en febrero de 2004, un DVD recopilatorio como documento de esa gira en un concierto en Róterdam; junto con un disco de audio, titulado Live & Off The Record (En vivo y en privado). El DVD contenía quince canciones en directo y un documental; y en el CD de audio solo se incluían diez canciones. Las ventas llegaron a los 4 millones de unidades.

### 2005-2008:Fijación oral vol. 1yvol. 2

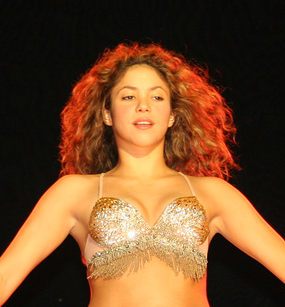
Shakira durante su gira Tour Fijación Oral en 2007.

Shakira tardó año y medio en preparar este proyecto. La decisión de sacar dos álbumes simultáneamente no estaba premeditada, sin embargo, el exceso de material compuesto le hizo tomar esta decisión. Shakira considera este proyecto como su "tesis de grado".
Cuatro años después del lanzamiento de Servicio de lavandería, Shakira lanzó su cuarto álbum de estudio, titulado Fijación oral vol. 1, durante el mes de junio de 2005 en Europa, Norteamérica, Australia y Latinoamérica. El álbum llegó al primer lugar de ventas en México, Colombia, Argentina, España y varios países de Latinoamérica. En los Estados Unidos, Fijación oral vol. 1 debutó en el número cuatro dentro de la lista Billboard 200.
El primer sencillo se tituló «La tortura» con la colaboración del cantante español Alejandro Sanz. La canción es básicamente pop latino pero con ciertas influencias del dance-hall jamaicano. Esta canción la llevó a ocupar los primeros lugares en las listas musicales en varios países y se mantuvo durante 25 semanas consecutivas en el puesto número uno de Hot Latín Tracks de Billboard. El segundo sencillo fue «No», una balada que no tuvo tanta presencia internacional como su predecesora. «Día de enero» (lanzada solo en Latinoamérica) y «La pared» se convertirían en los dos siguientes sencillos. «La pared» fue número uno en España durante 4 semanas y «Día de enero» tuvo bastante éxito en Latinoamérica.
En 2005, Shakira se convirtió en la primera cantante latina en interpretar un tema musical en español durante la ceremonia de los MTV Video Music Awards y en ser nominada a dichos premios por un vídeo de una canción en español.
En 2006 fue galardonada con su segundo premio Grammy en la categoría de "Mejor Álbum Latino Rock/Alternativo". En ese mismo año, ganó cuatro premios Grammy Latino por este álbum.
Como tema principal de la entonces nueva campaña de automóviles SEAT, «Las de la intuición» empezó a sonar en España en 2007, país donde este tema se convirtió en el segundo tema más popular de Fijación oral vol. 1, después de «La tortura», y se mantuvo en el primer puesto de la lista de éxitos de la emisora "Los 40 Principales" durante ocho semanas no consecutivas. En ciertos lugares de Europa tuvo algo de presencia su versión inglesa, "Pure Intuition". Fue el último sencillo de Fijación oral vol. 1.

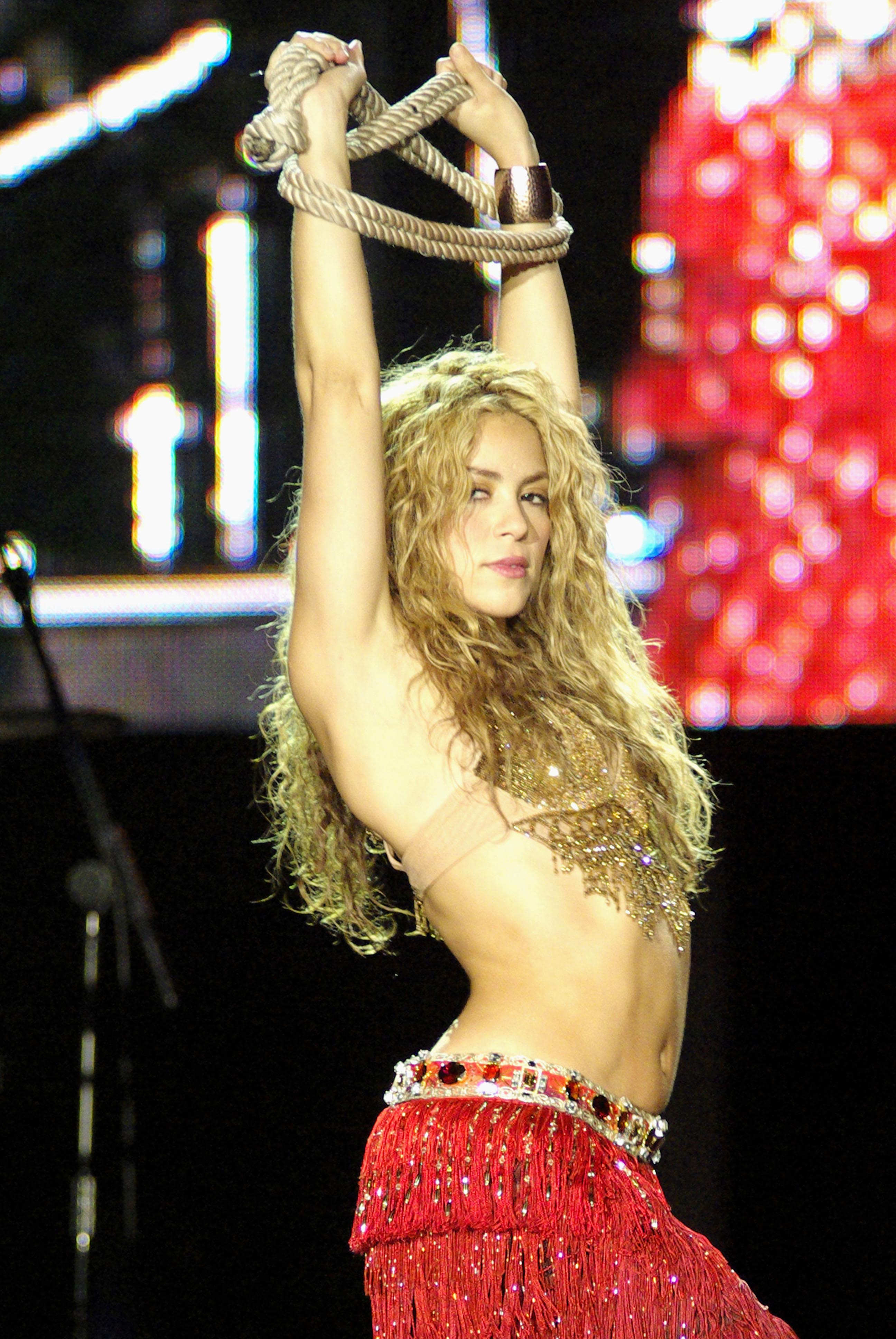
Shakira en Rock in Rio en Madrid (2008).

El 28 de noviembre de 2005, la cantante lanzó su quinto álbum de estudio y el primero completamente en inglés, titulado Oral Fixation vol. 2, una continuación de su álbum Fijación oral vol. 1. Debutó en la posición número cinco en los Estados Unidos dentro del Billboard 200, pero rápidamente se hundió en el listado, precipitando una reedición seis meses más tarde. Aun así el disco remontó llegando a la posición 23 como uno de los discos más vendidos de 2006 en Estados Unidos.
A principios de 2006, recibió la certificación de trece discos de oro de distintos países (Canadá, México, España, Argentina, Chile, India, Alemania, Austria, Italia, Portugal, Noruega, Hungría y su país natal Colombia).
Su primer sencillo fue «Don't Bother» que logró un éxito moderado en Europa, pero no tuvo el éxito esperado en el mercado anglosajón, lo que condujo a una reedición, medio año después, que se reforzó con la adición de «Hips Don't Lie» a Oral Fixation Vol. 2 que fue el segundo sencillo. En esos seis meses, no hubo ningún sencillo de Oral Fixatión Vol. 2.
«Hips Don't Lie», que alcanzó gran éxito a nivel mundial, convirtiéndose en la canción más descargada por Internet, es una canción con una mezcla de cumbia, pop latino, reguetón, salsa y hip hop, escrita originalmente por el rapero y productor haitiano Wyclef Jean y cuyo título era "Dance Like This". Shakira decidió versionarla con ayuda del propio Wyclef. El sencillo se ha convertido en la canción más exitosa en inglés de Shakira, alcanzó la posición número uno en las listas de popularidad de varios países, en Estados Unidos, fue la primera canción de Shakira que alcanzó el número uno en la lista Billboard Hot 100. Con el lanzamiento de «Hips Don't Lie» como una canción extra del álbum, incrementó las ventas de Oral Fixation Vol. 2 aún más alrededor del mundo, pero especialmente en los Estados Unidos donde dio un salto de la posición número 98 a la número 6 en el Billboard 200, lo que generó que se le otorgara la certificación de disco de platino el 4 de abril de 2006 al haber superado el millón de unidades vendidas en los Estados Unidos. Con el lanzamiento de «Hips Don't Lie» ("Las caderas no mienten"), Shakira se convirtió en la primera artista sudamericana en la historia en posicionar una canción número uno en la lista Billboard Hot 100, The Rolling Stone la ubicó en el puesto #41 de las 50 canciones latinas más exitosas de todos los tiempos.
Shakira fue la elegida para cantar una versión especial de «Hips Don't Lie» (versión Bamboo) en la ceremonia de clausura de la Copa Mundial de Fútbol Alemania 2006, siendo esta la primera vez en la historia que una cantante femenina latina canta en este evento.
En noviembre de 2006, lanzó como último sencillo «Illegal». Es una balada que cuenta con la participación de Carlos Santana. Tuvo un éxito moderado en Europa y su salida como sencillo fue cancelada en los Estados Unidos. En el mismo mes se colocó una estatua de Shakira en las afueras del estadio Metropolitano de fútbol de su ciudad natal Barranquilla, donada por el artista de origen alemán Dieter Patt.
En el verano de 2006, arrancó el Tour Fijación Oral, gira que la llevó a recorrer distintos países en cinco continentes, siendo esta la más exitosa de la colombiana, quien con su Tour de la Mangosta recorrió 61 locaciones. El tour fue presentado en 125 lugares alrededor del mundo, en varios de los cuales rompió récords de asistencia. Europa ha sido el continente en que más éxito ha cosechado esta gira, gracias sobre todo a dos importantes plazas, España con 15 presentaciones y Alemania con 10. En Latinoamérica, México fue el país con mayor cantidad de presentaciones (21 en total), 10 de ellas en una primera visita en 2006 y las restantes en su regreso de cierre en 2007 dio un concierto en el Zócalo donde tuvo una audiencia de más de 210.000 personas, el concierto más grande en la historia de la Ciudad de México, seguido por Colombia y Puerto Rico, con tres cada uno. La gira terminó oficialmente el 14 de julio de 2007 en Nigeria,en el Thisday Festival. Pero en diciembre de 2007 realizó un último concierto en Georgia, que fue gratuito.
Aunque no formaba parte de la gira, Shakira se presentó en el Live Earth en Alemania, donde interpretó cuatro canciones, una de ellas con la colaboración del cantante argentino Gustavo Cerati.
En 2008, firmó un acuerdo con la compañía de moda y perfumes española Puig para la comercialización de los perfumes que llevan su nombre.

### 2009-2012:LobaySale el sol

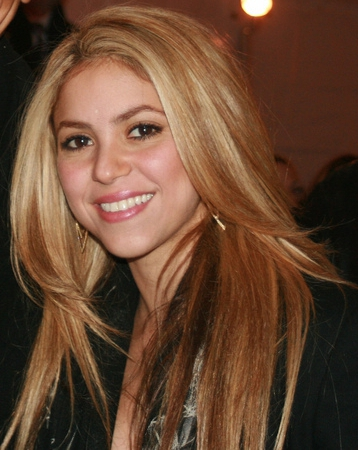
Shakira en el concierto público Somos Uno: La Celebración Inaugural de Obama en el Lincoln Memorial en 2009.

She Wolf / Loba es el sexto álbum de estudio de Shakira. Según las propias palabras de la cantante colombiana, el álbum es "electrónico, con mucha fusión y muy bailable". El 29 de junio de 2009, se estrenó la versión en español del primer sencillo del álbum titulado «Loba» («She Wolf» en inglés). Loba fue escrita por Shakira (en la versión en español colaboró Jorge Drexler) y coproducido entre Shakira y John Hill. El 31 de julio de 2009, se estrenó el vídeo musical de “She Wolf” que fue dirigido por Jake Nava. La portada del álbum fue desvelada el día 9 de agosto de 2009. El álbum fue lanzado en octubre de 2009 en la mayoría de los países y en noviembre de 2009 en los Estados Unidos, recibió comentarios positivos de los críticos. El álbum ha sido un éxito en las listas y desde entonces ha sido certificado disco de oro en Rusia, Irlanda, Suiza, Polonia, Francia, Argentina, Grecia y Hungría, de Platino en España, Reino Unido y el Oriente Medio, 2 veces Platino en Colombia y México, y 3 veces Platino en Taiwán. Los sencillos posteriores, «Did It Again / Lo hecho esta hecho», «Give It Up to Me» y «Gypsy/Gitana», recibieron un éxito moderado en las listas.

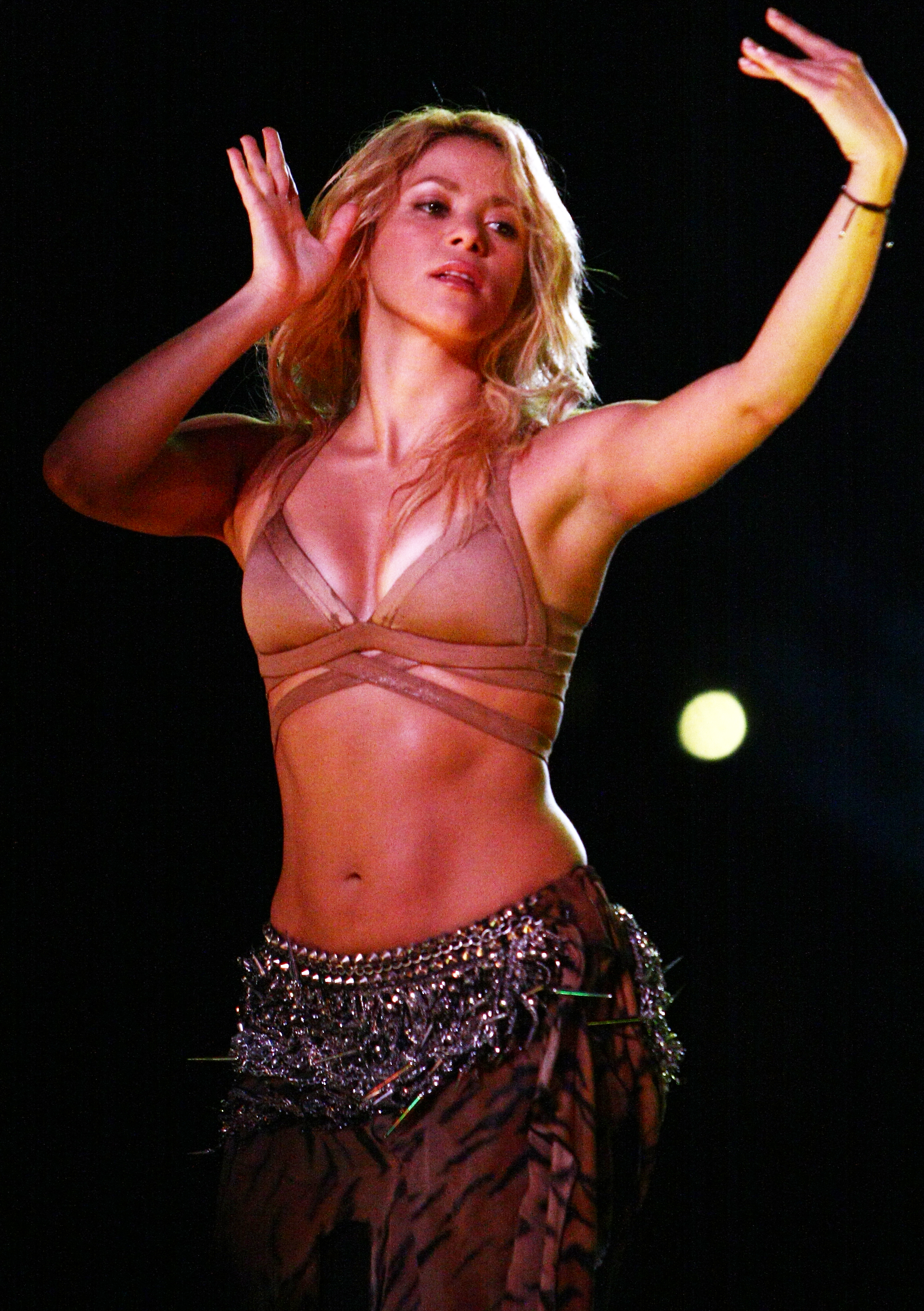
Shakira durante su gira Sale el Sol World Tour en 2010.

Durante la Copa Mundial de Fútbol Sudáfrica 2010, Shakira se convierte en la intérprete de la canción oficial del evento deportivo. La canción, llamada «Waka Waka (This Time For África)», usa fragmentos de una canción militar africana, usada esta vez con el objetivo de unir a las personas a través de la música y el fútbol. Shakira la interpreta con la colaboración del grupo sudafricano Freshlyground. La canción se convierte en uno de los mayores éxitos de Shakira en Latinoamérica, España y el resto de Europa, teniendo un éxito moderado en países como Estados Unidos y Reino Unido.
Se anunció inicialmente que Shakira lanzaría un álbum en español en 2010 después del lanzamiento de She Wolf, similar a lo que había hecho con Las Fijaciones 1 & 2, pero Shakira indicó más adelante que el álbum sería un proyecto bilingüe, que contendría una mayoría de canciones en español y tres en inglés. La portada del álbum fue develada la madrugada del 1 de septiembre de 2010 al igual que el primer sencillo titulado «Loca». Su séptimo álbum de estudio, titulado Sale el sol, fue lanzado en octubre de 2010, debutando en las primeras posiciones. Se lanzaron oficialmente tres sencillos más durante 2010 entre los cuales están «Sale el sol», «Rabiosa» y «Antes de las seis» este último promocionando su DVD Shakira: Live from Paris, alcanzando altas y medianas posiciones. En 2012, se lanzó el sencillo «Addicted to You». Shakira confirmó una gira mundial titulada Sale el Sol World Tour. Su sitio web anunció que "La gira llevará el espectacular show de Shakira a los espacios principales y una serie de ciudades a través del verano y el otoño". La gira empezó en septiembre de 2010 y finalizó en octubre de 2011, recorriendo más de 40 países en 106 fechas, interpretando canciones como Años Luz y Gordita. En noviembre de 2011, Shakira recibió su estrella en el paseo de la fama de Hollywood y posteriormente en los Latín Grammy, la academia galardonó a Shakira como la ganadora del premio por sus logros artísticos, así como sus contribuciones filantrópicas. La cantante de 34 años de edad, es la más joven en recibir el premio Persona del Año, Shakira también estuvo nominada para tres premios más, en la cual se incluye "álbum del Año" el cual ganó.

### 2013-2016:Shakira, el álbum homónimo

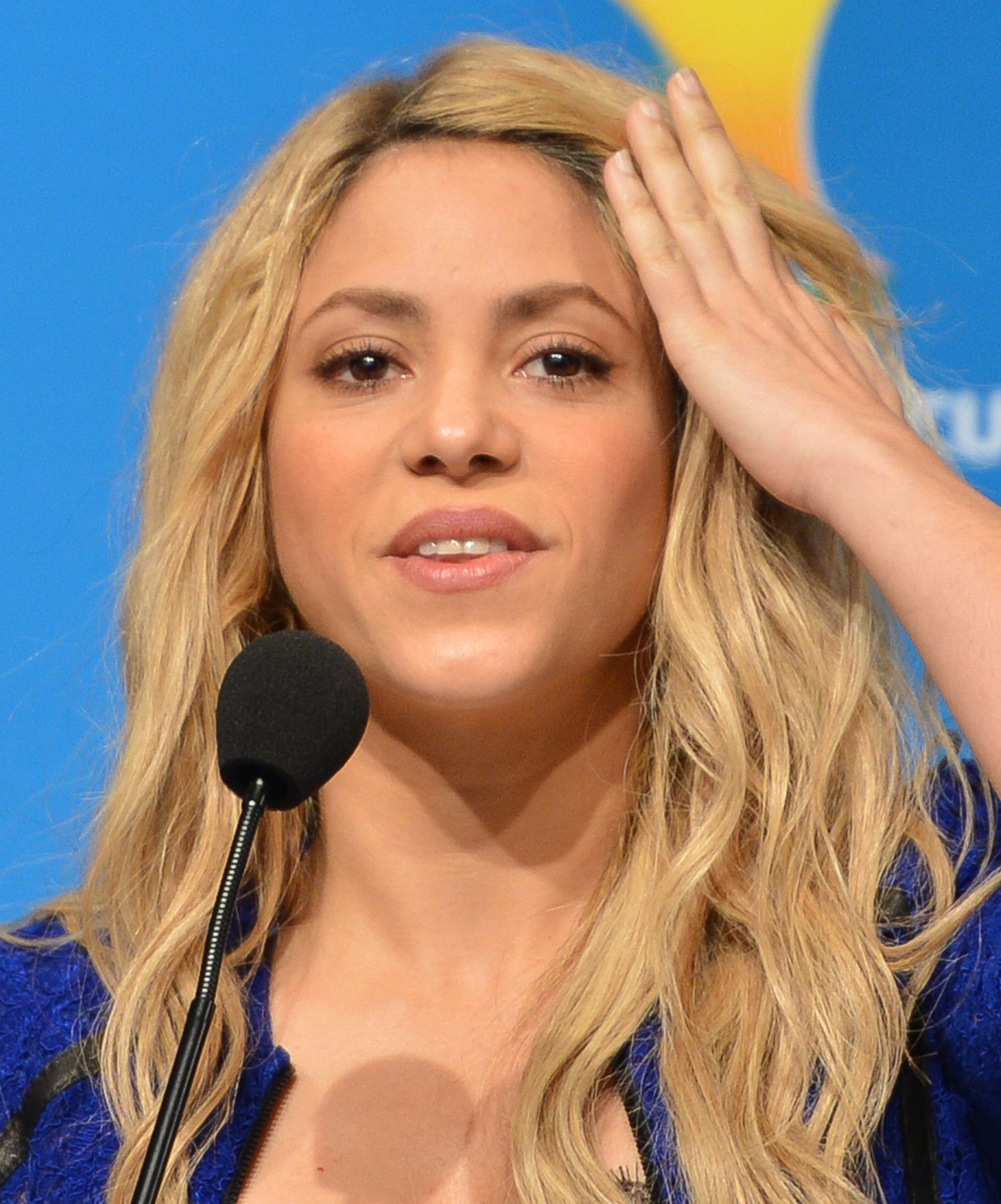
Shakira en conferencia de prensa para el show de clausura de la Copa Mundial de Fútbol de 2014.

Shakira fue entrevistada por Billboard sobre su próximo proyecto. Cuando se le preguntó acerca de ello, respondió:
"Ya he empezado a escribir nuevo material. He comenzado a explorar en el estudio de grabación cada vez que tengo tiempo en Barcelona y aquí en Miami. Estoy trabajando con diferentes productores y DJs, y trato de comer fuera de eso y encontrar nuevas fuentes de inspiración y motivación musical. Estoy ansiosa por regresar al estudio. Mi cuerpo está pidiendo por ello".
A mediados de febrero de 2012, se confirmó por medio de Roc Nation (discográfica de Jay-Z) que Shakira había firmado un contrato con esa disquera. Shakira confirmó por medio de su cuenta en Twitter que había empezado a grabar un nuevo álbum, este álbum sería completamente en inglés; en este posible octavo álbum de estudio, cuya publicación estaba pautada para mediados de 2013, tendría un sonido más dance y electrónico, y contaría bajo la producción de artistas como Ne-Yo, Afrojack, RedOne, William, entre otros.
En ese mismo año la artista firmó un contrato con la compañía internacional de telefonía móvil T-Mobile con el propósito de establecer una promoción mutua de sus productos. El 9 de octubre la cantante ofreció un concierto especial en conjunto con la compañía para promover el nuevo servicio de telefonía celular “Simple Global” y a su vez utilizarlo como margen para su regreso musical. Posteriormente la estrella acudió a una entrevista, como complemento del convenio, manifestando su apoyo e interés con las telecomunicaciones y las propuestas implementadas por la empresa, y afirmando su segunda participación en el programa de canto The Voice y el lanzamiento de su primer sencillo de su nuevo material para finales de dicho año. En diciembre salió a la luz una supuesta colaboración con la cantante barbadense Rihanna en el primer sencillo, el cual ya había sido postergado para comienzos del primer mes del año siguiente. El 6 de enero de 2014 Rihanna confirmó el nombre de la canción cuando respondió a través de su cuenta de Twitter a un fanático que había hecho una publicación enunciando que el sencillo se llamaría «Can't Remember to Forget You» y sería lanzado el 14 de ese mes, aunque la cantante planteó que sería lanzado un día antes de lo previsto (13 de enero). Días antes, el rapero cubano-estadounidense Pitbull había confirmado la colaboración de ambas cuando en una entrevista aseguró haberle ofrecido una participación en su canción «Timber» -que luego obtuvo la colaboración de la cantante Kesha- y esta haberla negado ya que colaboraría en el nuevo trabajo musical de Shakira. La cantante colombiana reconfirmó a través de sus redes sociales horas después de la publicación de Rihanna toda la información del sencillo. Tres días después publicó la imagen de lo que sería la portada del sencillo. el día 13 se efectuó el lanzamiento comenzando a las nueve de la mañana en los Estados Unidos y finalmente el 30 de enero se lanzó el video oficial en su cuenta de VEVO en YouTube; también el 13 de enero, en horas de la tarde Shakira anunció que el 25 de marzo de 2014 sería la fecha de lanzamiento de su octavo álbum oficial de estudio. El 22 de enero, en una carta abierta la cantante divulgó que su nueva producción discográfica tendrá un título homónimo (Shakira); dos días después publicó la portada de lo que será la versión de lujo del álbum. El 13 de julio de 2014, Shakira cantó la canción "La La La (Brasil 2014)" junto con el músico brasileño Carlinhos Brown en la ceremonia de clausura de la Copa Mundial de Fútbol Brasil 2014 en el Estadio Maracaná. Esta presentación se convirtió en su tercera aparición consecutiva en la Copa Mundial de la FIFA.
El 14 de agosto de 2015, en la Expo D23 de Disney, se anunció que Shakira interpretaría a un personaje de la película animada Zootopia de Disney, interpretando a Gazelle, la estrella pop más grande de Zootopia. Shakira también cantó la canción original a la película, titulada «Try Everything», que fue escrita por la cantante australiana Sia.

### 2017-2019:El Dorado

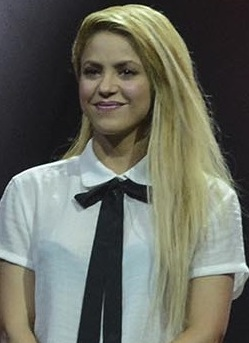
Shakira en el Global Citizen 2017.

Shakira comenzó a trabajar en su noveno álbum de estudio a principios de 2016. En mayo de ese año, colaboró con el cantante colombiano Carlos Vives en la canción «La bicicleta». A finales de octubre, Shakira lanzó el sencillo «Chantaje» en colaboración con el cantante urbano colombiano Maluma; aunque la canción hacía parte del álbum, no fue considerada como el principal sencillo. En marzo de 2017 lanzó el sencillo «Deja Vu» al lado del cantautor estadounidense de origen dominicano Prince Royce y el sencillo «Comme Moi» al lado del rapero francés Black M; más tarde en abril y mayo de 2017, Shakira lanzó respectivamente «Me enamoré» como segundo sencillo oficial y «Perro fiel» como el tercer sencillo de su nuevo álbum El Dorado, el cual fue publicado el 26 de mayo de 2017. El lanzamiento oficial de «Perro fiel» como tercer sencillo tuvo lugar en septiembre de 2017, fecha en que el vídeo musical fue publicado. Después de ser lanzado como sencillo, fue certificado Oro en España por vender 20 000 copias en agosto de 2017.
El Dorado World Tour fue anunciado el 27 de junio de 2017 y será patrocinado por Rakuten. Contando como socios con la Global Touring Division de Live Nation Entertainment (la cual había colaborado previamente con la cantante en su gira Sale el Sol World Tour) y Citigroup, los cuales son, respectivamente, el productor y la tarjeta de crédito para la manga norteamericana del tour. Como parte de la presentación de la gira, Live Nation publicó un video a través de sus redes sociales oficiales como un recordatorio adicional.
La gira comenzó el 8 de noviembre en Colonia, pero debido a problemas relacionados con el esfuerzo vocal realizado por la cantante durante los ensayos, la fecha fue cancelada un día antes y reprogramada para una fecha posterior. Para el 9 de noviembre, por la misma razón, Shakira anunció la postergación de las dos presentaciones en París, así como las siguientes programadas en Amberes y Ámsterdam. El 14 de noviembre, anunció por medio de sus redes sociales que había contraído una hemorragia en su cuerda vocal derecha a finales de octubre, durante su última etapa de ensayos y que necesitaba mantener su voz en reposo para curarse, de esta manera, toda la manga Europea de la gira fue pospuesta.
Las fechas para Latinoamérica fueron confirmadas posteriormente. Hubo planes para llevar el tour a países tales como República Dominicana. Además, un periodista de la versión brasilera del periódico portugués Destak anunció en su cuenta de Twitter que la cantante colombiana visitaría Brasil durante el mes de marzo. Sin embargo, de acuerdo con el mismo periódico, debido al período que requiere la cantante para la recuperación del daño en sus cuerdas vocales, las fechas en América Latina fueron pospuestas para la segunda mitad de 2018.
En enero de 2018, ganó su tercer Grammy Awards con el álbum El Dorado, siendo la única artista latina en conseguirlo. Lo ganó en la categoría de Mejor álbum pop latino. Lo celebró con la publicación de la canción Trap con Maluma. En el mismo mes, anunció las fechas finales de su gira El Dorado World Tour, su tramo en Europa inició el 3 de junio en Hamburgo y finalizó el 7 de julio en Barcelona. Tuvo un corto paso por Asia, el 11 y 13 de julio. También confirmó sus fechas en Norteamérica, iniciando el 3 de agosto en Chicago y finalizando el 7 de septiembre en San Francisco. Su última confirmación fue en mayo, donde anunció sus fechas en Latinoamérica, que inició el 11 de octubre en Ciudad de México y finalizó el 3 de noviembre en Bogotá.

### 2020-2022: Super Bowl LIV y colaboraciones
El 11 de enero de 2020, anunció a través de su cuenta de Instagram el estreno de un nuevo sencillo titulado «Me gusta» contando con la colaboración del cantante puertorriqueño Anuel AA. La canción fue lanzada dos días después.
El 2 de febrero de 2020, Shakira junto a Jennifer López encabezaron el espectáculo de medio tiempo del Super Bowl LIV, que se llevó a cabo en Miami Gardens, Florida. El evento fue visto por más de 103 millones de personas en Estados Unidos. El 3 de febrero de 2020, Live Nation anunció a través de su cuenta de Twitter una nueva gira mundial de la cantante para 2021, la cual no se pudo concretar debido a la pandemia de COVID-19.
En el mes de enero de 2021 la artista vendió los derechos de 145 canciones a la firma de inversiones Hipgnosis Songs Fund.
El 16 de julio de 2021, estrenó su tema «Don't Wait Up».
El 22 de abril de 2022, estrenó el sencillo «Te felicito», en colaboración con el cantante Rauw Alejandro. Tras un día de lanzamiento el sencillo recibió más de 3.2 millones de visitas en YouTube posicionándose rápidamente en el puesto número 2 en tendencias. Ambos artistas, ganadores de Latin Grammys, se unieron por primera vez en esta combinación de reguetón y punk que ha conseguido una gran aceptación de los aficionados a nivel mundial. Este sencillo fue nominado en los Latin Billboard Music Awards a "canción pop latina del año", entre otros logros.
Shakira colaboró con Black Eyed Peas y estrenaron un nuevo sencillo, titulado «Don't You Worry», el 20 de junio de 2022.
El 19 de octubre de 2022, lanza la canción «Monotonía» a dueto con Ozuna.

### 2023-presente:Las mujeres ya no lloran

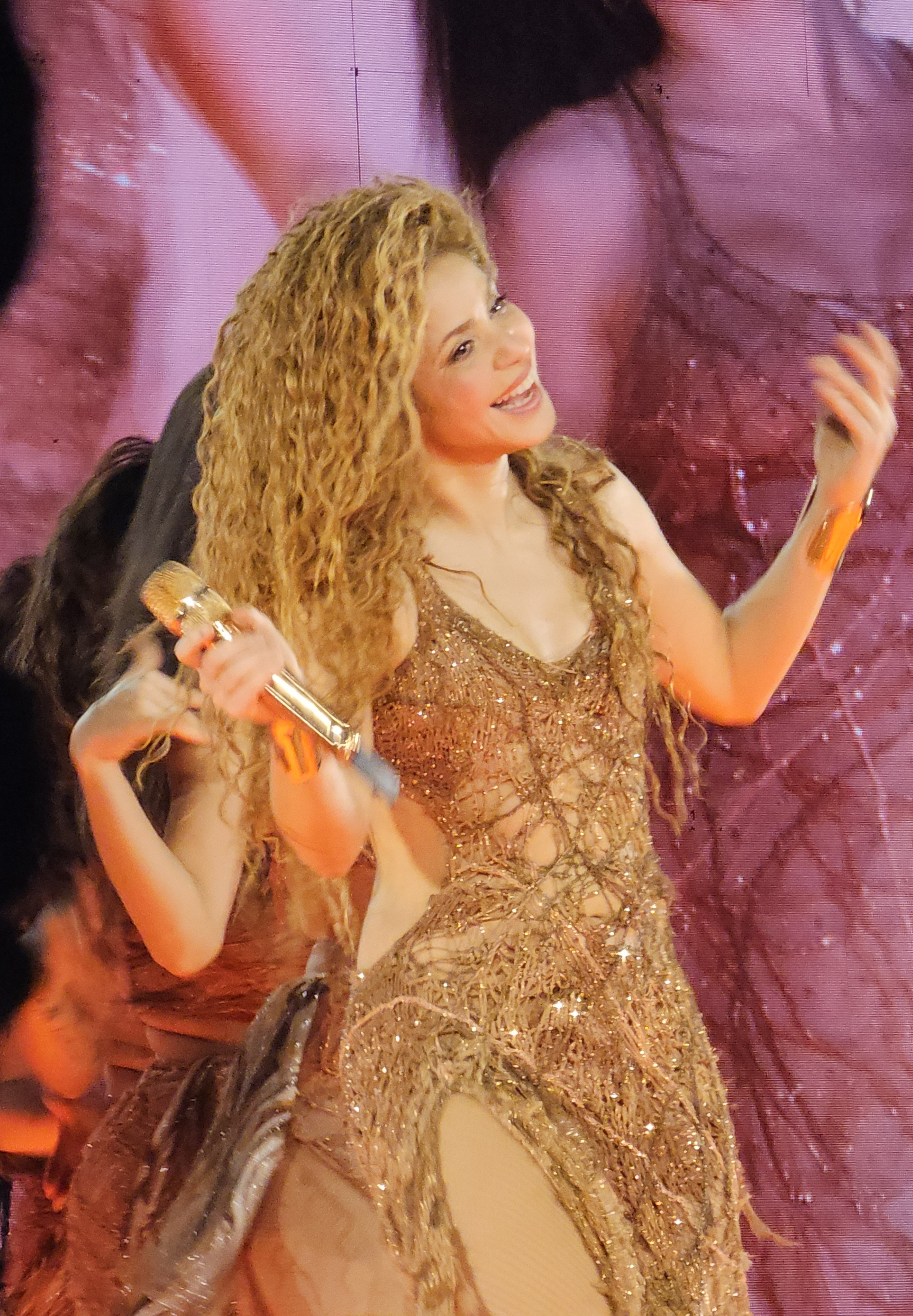
Shakira durante su gira actual Las mujeres ya no lloran World Tour.

El 9 de enero de 2023, aparecieron en distintas ciudades avionetas con una pancarta que decía: "Una loba como yo no está pa' tipos como tú", promoción para la nueva "sesión" de Bizarrap, «Shakira: BZRP Music Sessions, Vol. 53», la cual resultó altamente mediática por sus referencias al final de su relación con Gerard Piqué. Cabe destacar que esta colaboración ha sido una de las más exitosas de su carrera, ya que le ha valido 4 récords Guinness, incluyendo Canción de música latina más reproducida en Spotify en 24 horas (14,393,324), el tema musical más visto en YouTube en 24 horas (53,000,000) en español, y a la vez el más rápido en español en alcanzar cien millones de vistas en YouTube (en dos días y aproximadamente 22 horas), así como también la canción en español más reproducida en Spotify en una semana (80,646,962). Sumando este logro, Shakira tiene un historial de 14 récords Guinness a lo largo de su carrera.
El 24 de febrero, lanzó junto a Karol G su colaboración «TQG», incluida en el álbum de la cantante colombiana llamado Mañana Será Bonito.
El 3 de abril, se mudó con sus hijos a Miami, aunque no ha renunciado a su ciudadanía española.
El 6 de mayo fue homenajeada por la Revista Billboard como "Mujer del año", y 5 días después lanzó un sencillo dedicado a sus hijos, «Acróstico».
En junio, anunció su nueva canción «Copa vacía» en colaboración con Manuel Turizo, la cual fue lanzada en plataformas digitales el 29 de junio.
Durante septiembre, la cantante anunció su sencillo «El jefe» junto a la banda estadounidense de música regional mexicana, Fuerza Regida. La canción fue lanzada el 20 de septiembre, y es la primera canción de Shakira en la que se adentra en este género musical. El 15 de febrero de 2024, anunció el título de su duodécimo álbum de estudio, Las mujeres ya no lloran, que fue publicado el 22 de marzo de 2024.
El 26 de septiembre de 2024, la artista lanzó una nueva canción, «Soltera», en plataformas digitales.
El 11 de febrero de 2025 se embarcó en Las mujeres ya no lloran World Tour, gira que la llevará por todo el continente americano y que se espera pise Europa, Asia, África y Oceanía durante la segunda mitad de 2025 y 2026.

## Arte
Sobre su música, Shakira ha dicho que «mi música, creo, es una fusión de muchos elementos diferentes. Y siempre estoy experimentando. Así que trato de no limitarme, ni ponerme en una categoría, o ... ser el arquitecto de mi propia cárcel»." Shakira ha declarado con frecuencia que se inspira en la música oriental y la música india, que influyeron en muchas de sus obras anteriores. También ha sido influenciada por su herencia árabe, que fue una gran inspiración para su gran éxito mundial «Ojos así». Dijo a la televisión portuguesa: «Muchos de mis movimientos pertenecen a la cultura árabe». También cita a sus padres como los principales contribuyentes a su estilo musical. También está fuertemente influenciada por la música andina y música folclórica de América del Sur, usando su instrumentación nativa para sus canciones latinas dance-pop.
Sus álbumes en español anteriores, incluidos Pies descalzos y Dónde están los ladrones? eran una mezcla de música folclórica y rock latino. Su álbum cruzado en inglés, Laundry Service y álbumes posteriores fueron influenciados por el pop rock y el pop latino. Servicio de lavandería es principalmente un álbum de pop rock, pero también tiene influencias de una variedad de géneros musicales. La cantante atribuyó esto a su origen étnico mixto, diciendo: «Soy una fusión. Esa es mi persona. Soy una fusión entre blanco y negro, entre pop y rock, entre culturas, entre mi padre libanés y el español de mi madre sangre, el folclore colombiano y la danza árabe Me encanta la música estadounidense»."
Los elementos árabes y del Medio Oriente que ejercieron una gran influencia en ¿Dónde Están los Ladrones? también están presentes en Servicio de lavandería, sobre todo en «Eyes Like Yours» / «Ojos Así». Estilos musicales de diferentes países de América del Sur surgen en el álbum. El tango, un estilo de baile de salón de ritmo rápido que se originó en Argentina, es evidente en «Objection (Tango)», que también combina elementos del rock and roll. La pista uptempo presenta un solo de guitarra y un puente en el que Shakira ofrece voces de rap.
«She Wolf» es principalmente un álbum de electropop que combina influencias de los estilos musicales de varios países y regiones, como África, Colombia, India y Medio Oriente. Shakira calificó el álbum como un «viaje experimental sonoro» y dijo que investigó la música folclórica de diferentes países para «combinar la electrónica con sonidos del mundo, panderetas, clarinetes, música oriental e hindú, dancehall, etc». Su álbum de 2010, Sale el sol, es un regreso a sus comienzos que contiene baladas, canciones de rock y canciones de baile latino como «Loca». En 2017, la periodista de Deutsche Welle, Kate Müser, comentó sobre el «sonido globalizado» de Shakira: «[sus] ritmos latinos, condimentados con elementos del Medio Oriente y otros elementos del mundo y hechos cómodamente familiares al ser batidos a través de la máquina del pop, te hacen sentir como un ciudadano del mundo».

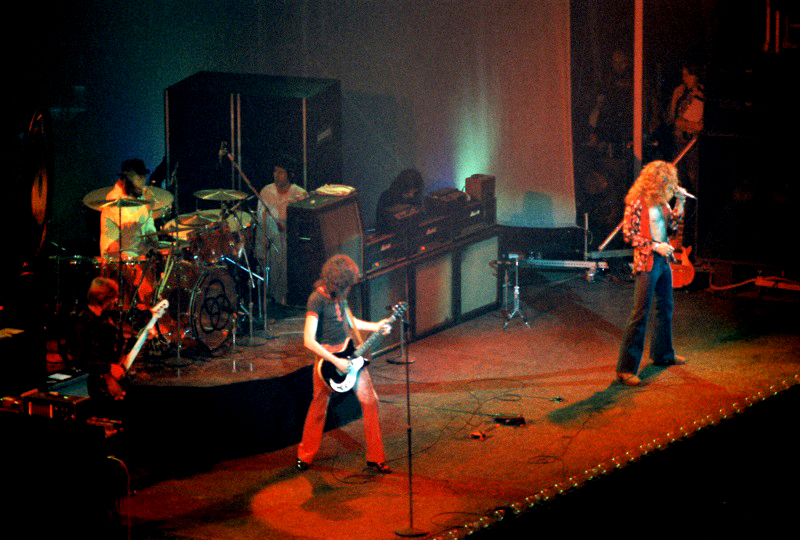
Led Zeppelin, la mayor influencia de Shakira al principio de su carrera.

Cuando era niña, Shakira fue influenciada por la música rock, escuchando mucho a bandas de rock como Led Zeppelin, The Beatles, Nirvana, The Police y U2, mientras que sus otras influencias incluyeron a Gloria Estefan, Madonna, Sheryl Crow, Alanis Morissette, Marc Anthony, Meredith Brooks y The Cure.

### Danza
Shakira es bien conocida por su baile en sus videos musicales y conciertos. Se dice que su estilo de baile distintivo combina la danza latina con la danza del vientre del Medio Oriente, que se deriva de su herencia libanesa y su temblor de cadera se menciona en canciones, como en la canción «Brave, Honest, Beautiful» de la banda Fifth Harmony. Se caracteriza por emplear una producción mínima, por lo general subiendo al escenario con un mínimo de maquillaje y cabello natural, y sin bailarines de fondo en sus actuaciones, prefiriendo concentrarse en su voz, movimientos de baile y presencia en el escenario. Suele actuar descalza, una forma de baile que aprendió cuando era adolescente para superar su timidez. También mencionó en una entrevista de MTV que aprendió a bailar la danza del vientre tratando de lanzar una moneda con su vientre.

### Canto
Shakira es conocida por su «única y fascinante» voz de canto, que incluye su «marca» yodeling. Al analizar la versión de Shakira de «Je l'aime à mourir», la profesora de canto Beth Roars también notó el uso del canto por parte de Shakira, explicando que hay «pesadez en el fondo de su tono» que «se convierte en «la voz de su cabeza», así como su habilidad para ejecutar melismas «complejos». También notó el uso de Shakira de «escalas árabes», y luego afirmó que usa «escalas menores armónicas en lugar de escalas pentatónicas».

## Actividades políticas

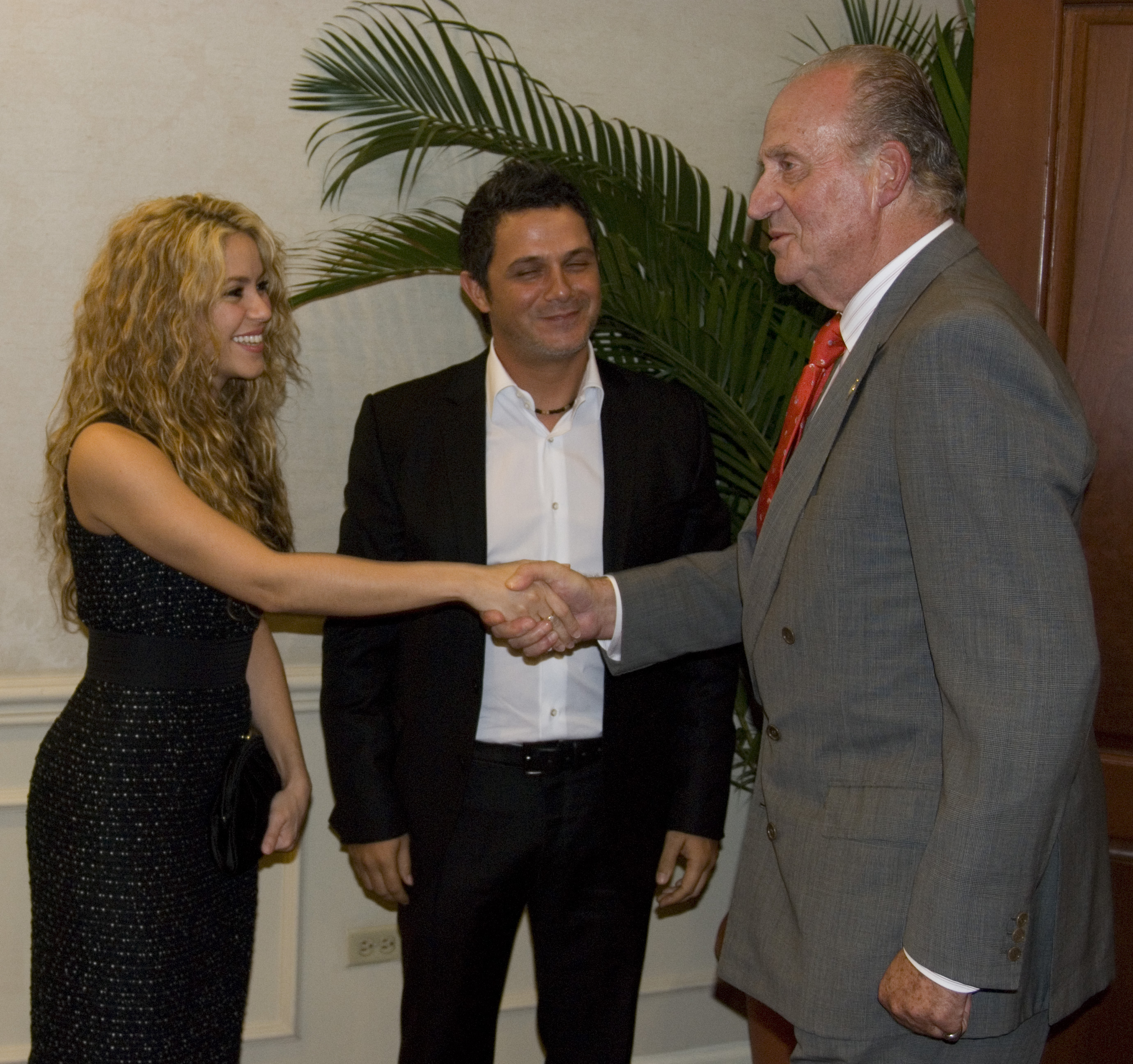
Shakira y Alejandro Sanz, como miembros de ALAS, se reunieron con el rey de España en la Cumbre de Presidentes de El Salvador.

En octubre de 2010 expresó su desacuerdo con la política del Presidente francés, Nicolás Sarkozy, de expulsar a los gitanos rumanos del país. En la edición española de la revista GQ dedicó también unas palabras a Sarkozy: “todos somos gitanos”. En la entrevista dejó su punto de vista muy claro. "Lo que les pasa ahora a ellos (los gitanos) les pasará a nuestros hijos y a los hijos de nuestro hijos. Debemos recurrir a la acción ciudadana por los derechos fundamentales del ser humano y denunciar todo lo que nos parece denunciable", sentenció.
En octubre de 2011 el expresidente de los Estados Unidos Barack Obama la nombró asesora de la Comisión para la Excelencia Educativa de los hispanos.
El 2 de noviembre de 2018, en una visita a su natal Barranquilla para poner el primer ladrillo en la construcción de un megacolegio de su Fundación Pies Descalzos, habló sobre las políticas en educación del gobierno de Iván Duque (presidente de Colombia, 2018-2022). En contra del intento del gobierno por reducir el presupuesto a la educación del 13% del presupuesto nacional al 7% dijo "Esto es inaceptable, demuestra que en vez de ir hacia adelante vamos para atrás. Hay que invertir más en educación y tenemos que construir más escuelas en donde no las hay”; además habló sobre la desigualdad social y desescolarización.

## Actividades benéficas

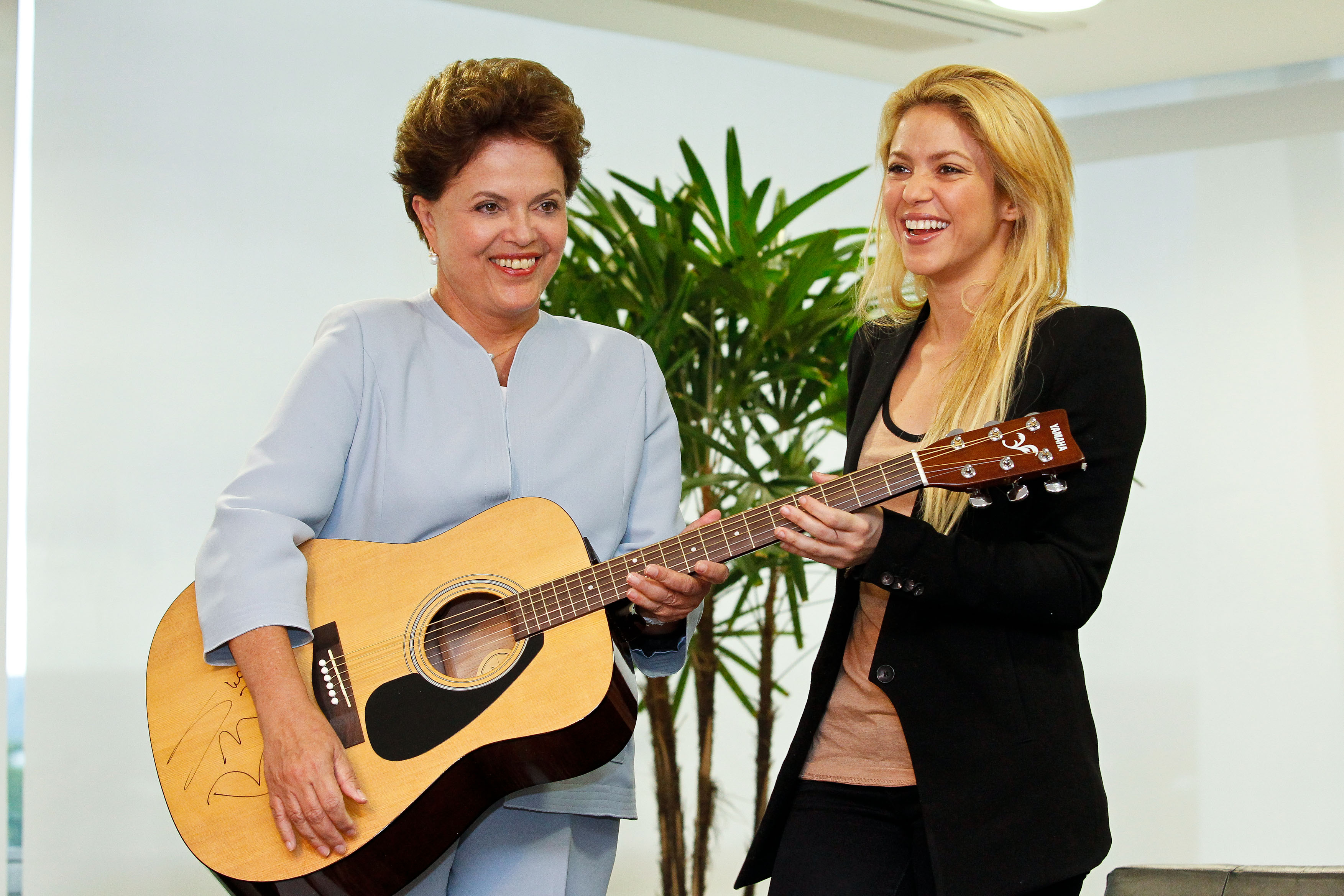
La presidenta de Brasil Dilma Rousseff recibiendo una guitarra para subasta benéfica de Shakira (2011).

Shakira también se destaca por ser una persona enrolada en la beneficencia, gracias a la fundación que ella misma instauró en la ciudad de Barranquilla a finales de los años 1990. Esta institución sin ánimo de lucro lleva por nombre Fundación Pies Descalzos y fue creada con el objetivo de brindar ayuda a toda la comunidad infantil desprotegida de Colombia y de países del tercer mundo. Gracias a esta labor humanitaria, la artista colombiana fue nombrada por el Fondo de Naciones Unidas para la Infancia (UNICEF) embajadora de buena voluntad. En abril de 2006, Shakira fue galardonada por la Organización de las Naciones Unidas (ONU), mención que recibió gracias a su labor humanitaria y a la creación de la fundación Pies Descalzos. En dicha ceremonia la cantante declaró: «No olvidemos que al final de día cuando todos se vayan a casa, 960 niños habrán muerto en Latinoamérica».
También en 2003 colaboró con una entrevista en Miami para la campaña en favor de los niños necesitados de América Latina junto a Gloria Estefan y Laura Pausini.
Por otra parte, la marca española de automóviles SEAT se asoció con Shakira para fabricar un automóvil llamado SEAT León Pies Descalzos, vehículo que llevaría el nombre de la fundación y que finalmente fue subastado en 2007. El evento fue llevado a cabo en el Salón del Automóvil de Ginebra y estuvo presenciado por el presidente de la marca española Erich Schmitt. Shakira recibió un cheque por la suma de 16.000 francos suizos por su notable contribución humanitaria; poco después logró recaudar 16.000 francos, dinero percibido en una subasta y por la compañía AMAG (importador suizo de automóviles Porsche) que donó 10 000 francos. Asimismo, la cantante fue invitada a un evento organizado por el entonces presidente de Estados Unidos Bill Clinton, acontecimiento que trató temas referentes al cambio climático y en filantropía. Shakira donó 40 millones de dólares, dinero con el que beneficiaron a comunidades indígenas peruanas y nicaragüenses debido a tragedias naturales ocurridas en ambos países y 5 millones más para inversiones en proyectos educativos en Latinoamérica.
A principios de 2009, se inauguró la institución educativa y centro comunitario fundación Pies Descalzos. Esta institución tiene por objetivo brindar una mejor educación a las personas de bajos recursos que viven en el corregimiento La Playa, los cuales son en su gran parte niños y jóvenes. La creación de este colegio estuvo a cargo de Shakira, del canal de televisión alemán RTL Television, la Comunidad de Madrid y del fabricante de automóviles SEAT. Cerca de 1600 niños son recibidos en este mega colegio. En octubre de ese mismo año Shakira representó a Colombia en una campaña transmitida a nivel mundial para la fundación One Drop, una organización que lucha contra la pobreza mediante el acceso gratuito al agua. El evento contó con la presentación de varios artistas y personalidades del mundo artístico como la banda irlandesa U2, Lila Downs, Salma Hayek, la empresa canadiense de entretenimiento Cirque du Soleil, el entonces vicepresidente de Estados Unidos Al Gore y otras personalidades de talla mundial. Este acto se transmitió en la página de internet de la fundación, en Estados Unidos, Canadá y otros países del mundo.
En 2012, la cantante colombiana ha sido nominada al Premio Príncipe de Asturias de Cooperación y Concordia 2012 por su labor solidaria.
El 27 de octubre de 2014, Shakira presentó en Barcelona una colección de juguetes para niños de 0 a 18 meses con la firma Fisher-Price, llamada "Primeros Pasos", los cuales fueron diseñados por ella teniendo en cuenta las preferencias de su hijo Milán. Las ventas de los juguetes serán a beneficio de “poder seguir generando beneficios para desarrollar más iniciativas de desarrollo infantil temprano en Latinoamérica”.

## Vida personal

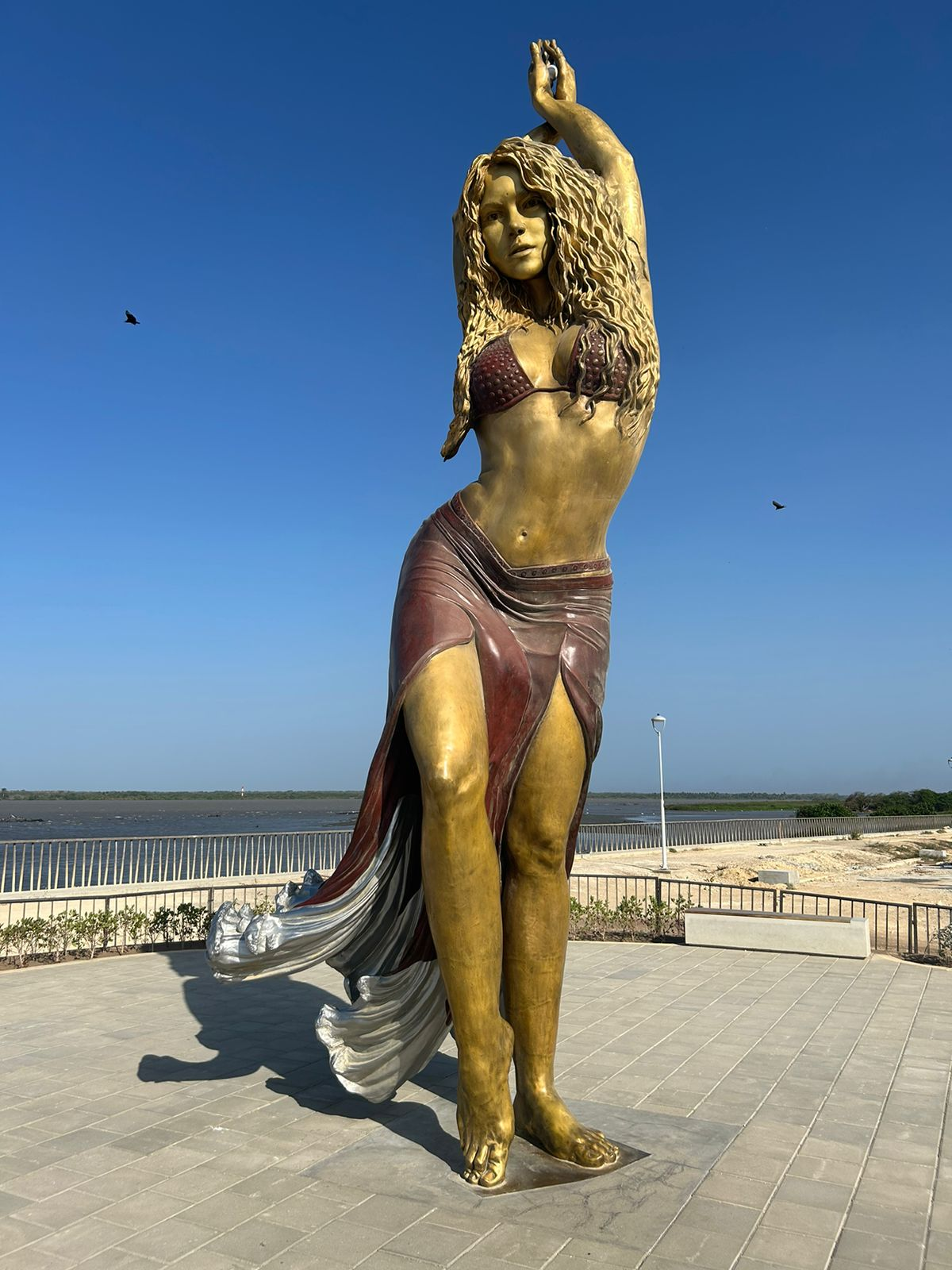
Estatua de Shakira en el Gran Malecón de Barranquilla.

Shakira fue criada por sus padres en un ambiente católico. Es prima lejana de la modelo y ex Señorita Colombia Valerie Domínguez Tarud.
En 1997 mantuvo una relación de aproximadamente un año con el actor Osvaldo Ríos.
En 2000, inició una relación sentimental con Antonio de la Rúa, hijo del entonces presidente de Argentina Fernando de la Rúa.En marzo de 2001, Antonio le propuso matrimonio, pero nunca se concretó. Luego de meses de rumores, en enero de 2011 confirmó que su relación había terminado en agosto de 2010 luego de estar juntos durante diez años, pero que Antonio seguiría trabajando a su lado como mánager.Entre 2012 y 2013, De la Rúa y Shakira se denunciaron mutuamente ante la justicia.
Durante la Copa Mundial de Fútbol de 2010, llevada a cabo en Sudáfrica, comenzó una relación sentimental con el futbolista español Gerard Piqué, confirmada por la cantante el 29 de marzo de 2011 vía Twitter.En septiembre de 2012, Shakira confirmó que estaban esperando su primer hijo, dando a luz a Milan el 22 de enero de 2013, en Barcelona. A través de la revista Cosmopolitan México del mes de septiembre de 2014, confirmó su segundo embarazo junto a Piqué, dando a luz a su segundo hijo, Sasha, el 29 de enero de 2015, también en Barcelona.
Durante la pandemia de covid-19 en 2020, y debido al confinamiento estricto que se implantó en España, realizó un curso en línea de cuatro semanas sobre filosofía antigua por la Universidad de Pensilvania.
El 4 de junio de 2022, Gerard Piqué y Shakira confirmaron su separación después de doce años. Tras días de especulación y dudas sobre los diferentes motivos de la ruptura de la pareja, en un comunicado conjunto confirmaban la decisión de separarse.
En noviembre de 2022, la expareja confirmó que llegaron un acuerdo sobre la custodia de sus hijos, quienes vivirán en Miami a partir de 2023. El 1 de diciembre se reunieron para ratificar dicho acuerdo.

### Problemas legales
En los últimos años, desde que Shakira comenzó a residir en España, ha sido investigada por posible evasión fiscal desde 2011. El Ministerio de Hacienda español ratificó que Shakira defraudó 14,5 millones de euros, entre los años 2011 y 2014, deuda que fue anteriormente pagada junto a otros 3,2 millones en intereses. Por ello, la Fiscalía solicitó 8 años y dos meses de prisión y una multa de 23,8 millones de euros, por presuntos seis delitos fiscales a la espera de la resolución judicial.
El 20 de noviembre de 2023, tras cinco años de proceso legal, la cantautora colombiana llegó a un acuerdo de pago con las autoridades españolas, donde a cambio de admitir fraude fiscal ante el Tribunal vería reducida su condena y multa a mínimos. Shakira aceptó el pago de una multa de 7,3 millones de euros, así como una pena en prisión de 3 años, la cual según el pacto se vio suspendida por no tener antecedentes penales y por el pago de 432 mil euros.
Shakira ha acusado al Ministerio de Hacienda de España de «utilizarla con fines ejemplarizantes» y vulnerar su derecho a la intimidad.Pese a llevar cinco años defendiendo su inocencia, la artista declaró que decidió poner punto final a ese proceso judicial porque no desea seguir «postergando canciones, álbumes y giras» y afirmó que sus propios hijos le pidieron llegar a un pacto.
La cantautora aún se enfrenta a otras querellas de las autoridades españolas, ya que la Fiscalía la acusa de defraudar otros 6 millones de euros en 2018 por los ingresos de su gira El Dorado World Tour.

## Filmografía
| Cine - Televisión | Cine - Televisión                | Cine - Televisión   | Cine - Televisión |
| Año               | Nombre                           | Papel               | Notas |
| ----------------- | -------------------------------- | ------------------- | --- |
| 1986              | Vivan los niños                  | Varios personajes   | Shakira de pequeña |
| 1994              | El Oasis                         | Luisa María         | Protagonista de la miniserie |
| 2001–2009         | Saturday Night Live              | Ella misma          | Invitada musical |
| 2005              | 7 vidas                          | Ella misma          | Cameo |
| 2009              | Ugly Betty                       | Ella misma          | Episodio: "The Bahamas Triangle" |
| 2010              | Wizards of Waverly Place         | Ella misma          | Episodio: "Dude Looks Like Shakira" |
| 2011              | Dora and Friends: Into the City! | Ella misma          | Episodio: "Dora's Explorer Girls: Our First Concert". Previamente Shakira colaboró en el libro "Dora, la exploradora en La aventura del día mundial de la escuela" |
| 2013              | The Voice                        | Jueza / Entrenadora | Cuarta temporada |
| 2013              | The Ellen DeGeneres Show         | Invitada            | Temporada 10, episodio: "Mother's Day Show/Shakira/Bethenny Frankel"                                                                                               |
| 2014              | The Voice                        | Jueza / Entrenadora | Sexta temporada |
| 2016              | Zootopia                         | Gazelle             | Voz |
| 2016              | Sueño de amor                    | Ella misma          | 2 episodios. Además Shakira interpretó junto a Maná la cortina musical de la telenovela, "Mi verdad".                                                              |
| 2022              | Dancing with Myself              | Jueza               | 7 episodios |
| 2022              | Zootopia+                        | Gazelle             | Voz |
| 2025              | Zootopia 2                       | Gazelle             | Voz |

## Discografía
Álbumes de estudio
- Magia (1991)
- Peligro (1993)
- Pies descalzos (1995)
- ¿Dónde están los ladrones? (1998)
- Servicio de lavandería (2001)
- Fijación oral vol. 1 (2005)
- Oral Fixation vol. 2 (2005)
- Loba (2009)
- Sale el sol (2010)
- Shakira (2014)
- El Dorado (2017)
- Las mujeres ya no lloran (2024)

## Giras musicales
- Tour Pies Descalzos (1996–1997)
- Tour Anfibio (2000)
- Tour de la Mangosta (2002–2003)
- Tour Fijación Oral (2006–2007)
- Sale el Sol World Tour (2010–2011)
- El Dorado World Tour (2018)
- Las Mujeres Ya No Lloran World Tour (2025-2026)

## Premios
Shakira posee más de 400 premios, incluyendo 15 Premios Grammy Latinos y 3 Premio Grammy y ha recibido más de 600 nominaciones a lo largo de su carrera.Desde su primer álbum oficial (Pies descalzos) Shakira ha recibido numerosos premios tanto como nominaciones en categorías musicales como rock, pop, pop latino, entre otras. Reconocida por múltiples medios internacionales como la "Reina del pop latino" La BMI, la organización de derechos de música más grande de los Estados Unidos, define a Shakira como una pionera que redefinió el alcance internacional de los cantantes latinos.
Entre sus principales récords, fue la persona del año en los Latin Grammys 2011 siendo la artista más joven en obtener este homenaje. Se convirtió en la primera artista en la historia de VEVO en lograr conseguir más de 100 millones de reproducciones con una misma canción en dos versiones, logro que ha repetido varias veces; primero con «Waka Waka (Esto es África)», luego con «La La La (Brasil 2014)», seguido por «Loba» y «Suerte» y finalmente con «Loca» tanto en las versiones en inglés como en español. La empresa Live Nation consideró a Shakira la artista más importante de su generación por su impacto global consolidado y la situó con su contrato como referencia entre los artistas más importantes del mundo. Según la revista Forbes, es una de las cantantes que más dinero gana y está considerada una de las cien mujeres más influyentes del planeta. Del mismo modo y según esta revista es la artista latina con mayores ventas certificadas en la historia.